# فيرينس ناغ
فيرينس ناغ (بالمجرية: Nagy Ferenc)‏ (27 أكتوبر 1916 – 11 مايو 1977) هو ملاكم مجري راحل، مثّل بلاده في الألعاب الأولمبية الصيفية 1936.

## روابط خارجية
فيرينس ناغ على موقع أوليمبيديا (الإنجليزية)